# South Haven (Minnesota)
Pour les articles homonymes, voir South Haven.
South Haven est une ville américaine située dans le Comté de Wright, dans le Minnesota. Selon le recensement de 2010, sa population est de 187 habitants.